# اندی هولمس
اندی هولمس (انگلیسی: Andy Holmes; ۱۵ اکتبر ۱۹۵۹ – ۲۴ اکتبر ۲۰۱۰) قایقران روئینگ اهل بریتانیا بود.
وی در مسابقات کشوری و بین‌المللی در مجموع برندهٔ ۶ مدال طلا، ۱ مدال نقره، ۱ مدال برنز شده‌است.